# カマール・アデン・アリ
カマール・アデン・アリ（Qamar Aden Ali、1957年9月19日 - 2009年12月2日）は、ソマリアの政治家。ソマリア暫定連邦政府の保健相を務めていた。
モガディシュの西にある小さな村で生まれた。ソマリアの大学を卒業後、政治学を学ぶためにドイツ民主共和国（東ドイツ）へ、その後法学を学ぶためロンドンへ渡った。イギリスの市民権を手に入れ、弁護士として暮らした。1990年代半ばにソマリア内戦が激しさを増すと、ソマリアに帰国し現地勢力同士の和平交渉に努めた。その功績が評価され、2004年に暫定連邦政府が成立すると、保険大臣に選ばれた。
2009年12月2日、モガディシオにあるシャモホテルにて行われていたベナディール大学の卒業式に出席していたところ、自爆テロに遭い即死した。この自爆テロにより同じく参列していたイブラヒム・ハッサン・アドウ高等教育相も即死しており、教育相のモハメド・アブドラヒ・ワエレはその後死亡が確認され、スポーツ相スレイマン・オラド・ロブレも負傷した。